# 10월 13일
10월 13일은 그레고리력으로 286번째(윤년일 경우 287번째) 날에 해당한다.

## 사건
- 54년 - 클라우디우스가 아내에 의해 독살되고 17살의 네로가 로마 황제가 되다.
- 1792년 - 제임스 호번이 설계한 미국 백악관 건물 초석이 놓여짐.
- 1909년 - 대한제국, 제1회 사법시험 실시.
- 1943년 - 제2차 세계 대전: 피에트로 바돌리오 장군이 이끄는 이탈리아의 새 정부가 추축국에 선전포고를 하다.
- 1946년 - 군정기: 청년 민족운동 단체인 조선 민족청년단(약칭:족청), 이범석을 단장으로 결성.
- 1955년 - 장 모네, '유럽합중국을 위한 행동위원회 창설'.
- 1970년 - 피지, 유럽 연합 가입.
- 1971년 - 남원초등학교 수학여행 참사: 수학여행을 떠난 남원국민학교(현 남원초등학교) 6학년 학생들을 태운 순천~서울행 제192호 완행열차가 남원역에서 1.5 km 떨어진 언덕에서 제동장치 고장으로 뒤따르던 유조 화물열차와 추돌, 학생 19명을 포함, 20명이 사망하다.
- 1972년 - 우루과이대학의 럭비팀과 가족을 태운 우루과이 공군 571편이 아르헨티나와 칠레 사이의 국경 근처 안데스 산에 추락, 동년 12월 23일까지 승객과 승무원 45명 중 29명이 사망하고 16명이 구출되다.
- 1977년 - 서독 루프트한자 여객기, 자국 적군파 게릴라들이 납치하다(10월 18일에 소말리아 모가디슈 공항서 GSG-9을 주축으로 한 특공대에 의해 인질 86명 구출)
- 1979년 - 신민당과 통일당 의원 79명, 국회의 신민당 김영삼 총재 변칙 제명에 항의하여 의원직 사퇴서 제출.
- 1990년 - 대한민국의 노태우 대통령, `범죄와의 전쟁’ 선포.
- 2000년 - 대한민국의 김대중 대통령이 노벨 평화상 수상자로 선정되다.
- 2010년 - 칠레 산호세 광산에서 사고로 매몰된 광부 33명에 대한 구조가 완료되었다.
- 2016년 - 경부고속도로 관광버스 화재가 발생했다.

## 문화
- 1903년 - 보스턴 레드삭스, 제1회 미국 프로야구 월드시리즈 우승.
- 1924년 - 일제강점기: 한국 최초의 신문만화 《멍텅구리》가 조선일보에 연재 시작.
- 1962년 - 한국신문발행인협회(현 한국신문협회) 창립. (초대 이사장 이준구)
- 1987년 - 코스타리카의 오스카르 산체스 대통령, 노벨평화상 수상자로 선정.
- 1991년 - KBO 리그 KBO 한국시리즈 4차전에서 해태 타이거즈가 빙그레 이글스를 5대 4로 꺾고 시리즈 전적 4승으로 1989년 이후 2년만에 통산 6번째 우승을 달성하였다.
- 2001년
  - 2001 전주세계소리축제 개막.
  - 전라북도 진안군 용담 다목적댐이 착공 11년 만에 준공되다.
- 2015년 - 마이크로소프트에서 마이크로소프트 오피스 2010의 메인스트림 지원을 종료했다.
- 2016년 - 걸그룹 시크릿 멤버 한선화가 전격 탈퇴선언을 하며 3인조로 재편하였다.
- 2018년 - 2018년 장애인 아시안 게임 폐막.
- 2020년 - 마이크로소프트에서 마이크로소프트 오피스 2010의 판매 및 지원이 종료되고 이와 동시에 마이크로소프트 오피스 2016의 메인스트림 지원도 종료되었다.
- 2026년 - 마이크로소프트에서 윈도우 10과 인터넷 익스플로러 11의 모든 지원을 종료할 예정이다.

## 탄생
- 1782년 - 조선 정조의 장남 문효세자. (~1786년)
- 1879년 - 미국의 체조 선수 에드워드 헤니그. (~1960년)
- 1895년 - 터키의 정치인 제말 귀르셀. (~1966년)
- 1902년 - 일본의 축구 선수 스즈키 시게요시. (~1971년)
- 1903년 - 조선민주주의인민공화국의 과학자 도상록. (~1990년)
- 1905년 - 대한민국의 소설가 장혁주. (~1998년)
- 1908년 - 대한민국의 시인 임화. (~1953년)
- 1910년 - 브라질의 슈퍼센티네리언 이자벨 로사 페레이라. (~?)
- 1921년 - 프랑스 배우 이브 몽탕. (~1991년)
- 1924년 - 대한민국의 마술사 이흥선. (~2011년)
- 1925년 - 영국의 총리 마거릿 대처. (~2013년)
- 1926년 - 아프리카계 미국인 재즈 더블 베이시스트 레이 브라운. (~2002년)
- 1927년 - 미국의 가수 아니타 커. (~2022년)
- 1928년 - 대한민국의 교육자 김문희.
- 1931년 - 프랑스의 축구 선수 레몽 코파. (~2017년)
- 1932년 - 미국의 수학자 존 그리그스 톰프슨.
- 1934년
  - 대한민국의 연극인 임영웅. (~2024년)
  - 그리스의 가수 나나 무스쿠리.
- 1938년
  - 대한민국의 전 야구 선수 신용균.
  - 대한민국의 바둑 기사 김재구. (~2021년)
  - 오스트리아의 영화배우 크리스티아네 회르비거. (~2022년)
- 1939년
  - 대한민국의 소설가 한승원.
  - 대한민국의 배우 이대로.
- 1940년
  - 대한민국의 변호사, 전직 검사 조준웅.
  - 한국계 미국의 태권도 선수 조희일.
  - 미국의 연주자 파로아 샌더스. (~2022년)
- 1941년 - 미국의 싱어송라이터 폴 사이먼 (사이먼 & 가펑클).
- 1942년 - 대한민국의 군인 윤광웅.
- 1945년 - 수리남의 정치인 데시 바우테르서. (~2024년)
- 1947년
  - 대한민국의 前 경찰공무원 이상업.
  - 미국의 록 가수, 기타리스트, 작곡가, 음악가, 기업가 새미 헤이거.
- 1950년 - 일본의 배우 이소베 츠토무.
- 1952년 - 중국계 미국의 영화 배우 존 론.
- 1954년 - 오만의 술탄 하이탐 빈 타리크 알사이드.
- 1958년
  - 대한민국의 배우 이동준.
  - 대한민국의 정치인 이정현.
- 1959년
  - 대한민국의 작곡가 이호섭.
  - 일본의 정치인 다마키 데니.
- 1960년
  - 대한민국의 배우 박세준.
  - 대한민국의 기업인 유종현.
- 1961년 - 대한민국의 기업인 이홍선.
- 1962년 - 미국의 영화배우 켈리 프레스턴.
- 1963년 - 대한민국의 시인, 장로교 목사, 역사신학자 하승무.
- 1964년
  - 대한민국의 국회의원 김진태.
  - 일본의 성우 오노사카 마사야.
  - 미국의 희극인, 배우 맷 월시.
- 1965년 - 대한민국의 배우 겸 대학 교수 김정균.
- 1968년
  - 대한민국의 아나운서 정은임. (~2004년)
  - 일본의 국제 저널리스트, 언론인 다카하시 고스케.
- 1969년
  - 대한민국의 만화가 박광수.
  - 미국의 전 피겨 스케이팅 선수 낸시 케리건.
- 1970년 - 대한민국의 배우 고창석.
- 1971년
  - 대한민국의 가수 이창용. (~2009년)
  - 영국의 배우, 희극인 사샤 배런 코언.
- 1972년 - 대한민국의 현 야구 코치, 전 야구 선수 진필중.
- 1973년
  - 일본의 배우 마츠시마 나나코.
  - 미국의 종합격투기 선수 맷 휴즈.
- 1974년 - 대한민국의 배우 김지완.
- 1975년 - 대한민국의 무용가, 뮤지컬 배우 최인형.
- 1977년
  - 미국의 농구 선수 폴 피어스.
  - 이탈리아의 축구 선수 안토니오 디 나탈레.
- 1978년
  - 대한민국의 아나운서 윤현진.
  - 대한민국의 축구 선수 김효준.
- 1979년
  - 일본의 방송인 후지타 사유리.
  - 대한민국의 아나운서 고민정.
- 1980년
  - 대한민국의 배우 옥고운.
  - 미국의 가수 아샨티.
- 1981년 - 대한민국의 희극인 김영민.
- 1982년
  - 대한민국의 배우 조윤희.
  - 아이슬란드의 축구 선수 카우리 아우르드나손.
  - 오스트레일리아의 수영 선수 이언 소프.
- 1983년
  - 대한민국의 역도 선수 김민재.
  - 미국의 야구 선수 크리스 세든.
  - 일본의 축구 선수 미야자키 유카.
  - 대한민국의 가수 크리스 리.
  - 대한민국의 배우 한태윤.
  - 대한민국의 가수 이용주.
- 1984년 - 일본의 싱어송라이터 Misono.
- 1985년 - 일본의 싱어송라이터 후카세.
- 1986년
  - 대한민국의 전 야구 선수 오정복.
  - 쿠바의 권투 선수 카를로스 반토.
- 1987년
  - 대한민국의 축구 선수 김진아.
  - 일본의 축구 선수 가와타 고헤이.
- 1988년
  - 대한민국의 축구 선수 최원우.
  - 독일의 축구 선수 루카스 슈미츠.
  - 일본의 모델, 스케이트 선수, 배우 사와야마 리나.
- 1989년
  - 대한민국의 가수 늘해랑.
  - 대한민국의 가수 전효성 (시크릿).
- 1990년
  - 대한민국의 야구 선수 정주현 (LG 트윈스).
  - 대한민국의 배우, 모델 박환희.
- 1991년
  - 대한민국의 기상 캐스터 강아랑.
  - 대한민국의 가수, 래퍼 오왼.
  - 대한민국의 가수 전은진.
  - 대한민국의 영화배우 박하얀.
- 1992년
  - 대한민국의 축구 선수 김대중.
  - 대한민국의 배우 문수빈.
  - 미국의 성우 에런 디스뮤크.
  - 일본의 배우 타카야마 유코.
- 1993년
  - 일본의 성우 이시카와 카이토.
  - 미국의 모델 티파니 트럼프.
  - 대한민국의 수학자 김대원.
  - 대한민국의 배우 노재원.
- 1994년
  - 대한민국의 배우 이현진.
  - 일본의 농구 선수 와타나베 유타.
- 1995년
  - 대한민국의 가수 지민 (방탄소년단).
  - 대한민국의 축구 선수 박진섭.
- 1996년 - 홍콩의 시민운동가 조슈아 웡.
- 1997년
  - 대한민국의 기업인 임예슬.
  - 중화인민공화국의 육상 선수 거만치.
- 1998년
  - 대한민국의 가수 배승민 (골든차일드).
  - 일본의 아이돌 타지마 쇼고,
- 1999년
  - 대한민국의 배우 우다비.
  - 대한민국의 가수 밍기뉴.
  - 중국의 가수 예즈언.
- 2000년 - 대한민국의 배우 강수한.
- 2001년 - 대한민국의 쇼트트랙 선수 김태성.
- 2002년
  - 대한민국의 탁구 선수 조대성.
  - 대한민국의 가수 김나경. (TripleS)
  - 대한민국의 가수 박소현. (TripleS)
- 2004년 - 일본의 축구 선수 오사코 루이.

### 미상
- 미국의 가수 크리스.

## 사망
- 54년 - 로마 제국의 황제 클라우디우스. (기원전 10년~)
- 1822년 - 이탈리아의 조각가 안토니오 카노바. (1757년~)
- 1908년 - 대한제국의 항일 의병장 이강년. (1858년~)
- 1938년 - 미국의 만화가 엘지 크리슬러 세가. (1894년~)
- 1964년 - 대한민국의 독립운동가 이강. (1878년~)
- 1973년 - 이스라엘의 군인 알베르트 만들러. (1929년~)
- 1985년 - 대한민국의 문학평론가 백철. (1908년~)
- 1987년 - 미국의 물리학자 월터 하우저 브래튼. (1902년~)
- 2008년 - 프랑스의 배우 기욤 드파르디외. (1971년~)
- 2012년 - 대한민국의 배우 조경환. (1945년~)
- 2013년 - 일본의 만화가 야나세 다카시. (1919년~)
- 2016년 - 태국의 제9대 국왕 라마 9세. (1927년~)
- 2019년 - 일본의 만화가 아즈마 히데오. (1950년~)
- 2022년 - 미국의 야구 선수 브루스 수터. (1953년~)
- 2023년
  - 미국의 시인 루이즈 글릭. (1943년~)
  - 대한민국의 공무원 허준영. (1952년~)
- 2024년 - 대한민국의 배우 권성덕. (1941년~)

## 기념일
- 세계 자연재해 감소의 날
- 경찰의 날(태국의 문화.)

## 기타
그레고리력에서는 1582년 10월 5일부터 10월 14일까지 존재하지 않는다.

## 같이 보기
- 전날: 10월 12일 다음날: 10월 14일 - 전달: 9월 13일 다음달: 11월 13일
- 음력: 10월 13일
- 모두 보기